# پریش سنت لوک
پریش سنت لوک (به لاتین: Saint Luke Parish) یکی از پریش‌های دومینیکا است که مرکز آن شهر پوینت میشل می‌باشد.

## خصوصیات
پریش سنت لوک ۱٬۶۶۸ نفر جمعیت دارد.